# 四川河流列表
四川河流列表，列舉全部或部分在四川省境內的河流，並依照流域排列；支流則由河口至源頭排序。

## 長江水系
- 長江：跨省市河流
  - 漢水
    - 任河：跨省市河流，上游位於重慶境內，下游位於陝西境內。

  - 嘉陵江：跨省市河流，上游位於陝西、甘肅境內，下游位於重慶境內。
    - 涪江：跨省市河流，下游位於重慶境內。
    - 渠江：跨省市河流，下游位於重慶境內。
      - 州河
        - 後江：跨省市河流，上游位於重慶境內。
        - 前江：跨省市河流，上游位於重慶境內。

      - 巴河
        - 南江
        - 通江
          - 大通江：跨省河流，上游位於陝西境內。
          - 小通江：跨省河流，上游位於陝西境內。

    - 東河
    - 白龍江：跨省河流，中游位於甘肅境內。
      - 白水江：跨省河流，下游位於甘肅境內。
        - 九寨溝

  - 赤水河：跨省河流，中游位於貴州境內，中上游為四川、貴州界河，上游位於雲南境內。
  - 沱江
  - 岷江
    - 馬邊河
    - 大渡河
      - 越西河
      - 小金川
      - 大金川
        - 多柯河：跨省河流，上游位於青海境內。
        - 梭磨河
        - 麻爾柯河：跨省河流，上游位於青海境內。

    - 青衣江
    - 黑水河

  - 金沙江
    - 橫江：跨省河流，下游為四川、雲南界河，上游位於雲南、貴州境內。
    - 西溪河
    - 黑水河
    - 雅礱江
      - 安寧河
      - 理塘河
      - 鮮水河
        - 達曲
        - 尼柯河：跨省河流，上游位於青海境內。

      - 扎曲：跨省河流，上游位於青海境內。

    - 水落河：跨省河流，下游一小段為四川、雲南界河。
      - 無量河

    - 碩曲：跨省河流，中游位於雲南境內。
      - 定曲

    - 贈曲

## 黃河水系
- 黃河：跨省河流
  - 黑河：跨省河流，下游為四川、甘肅界河。
  - 白河